# Arquitectura fascista

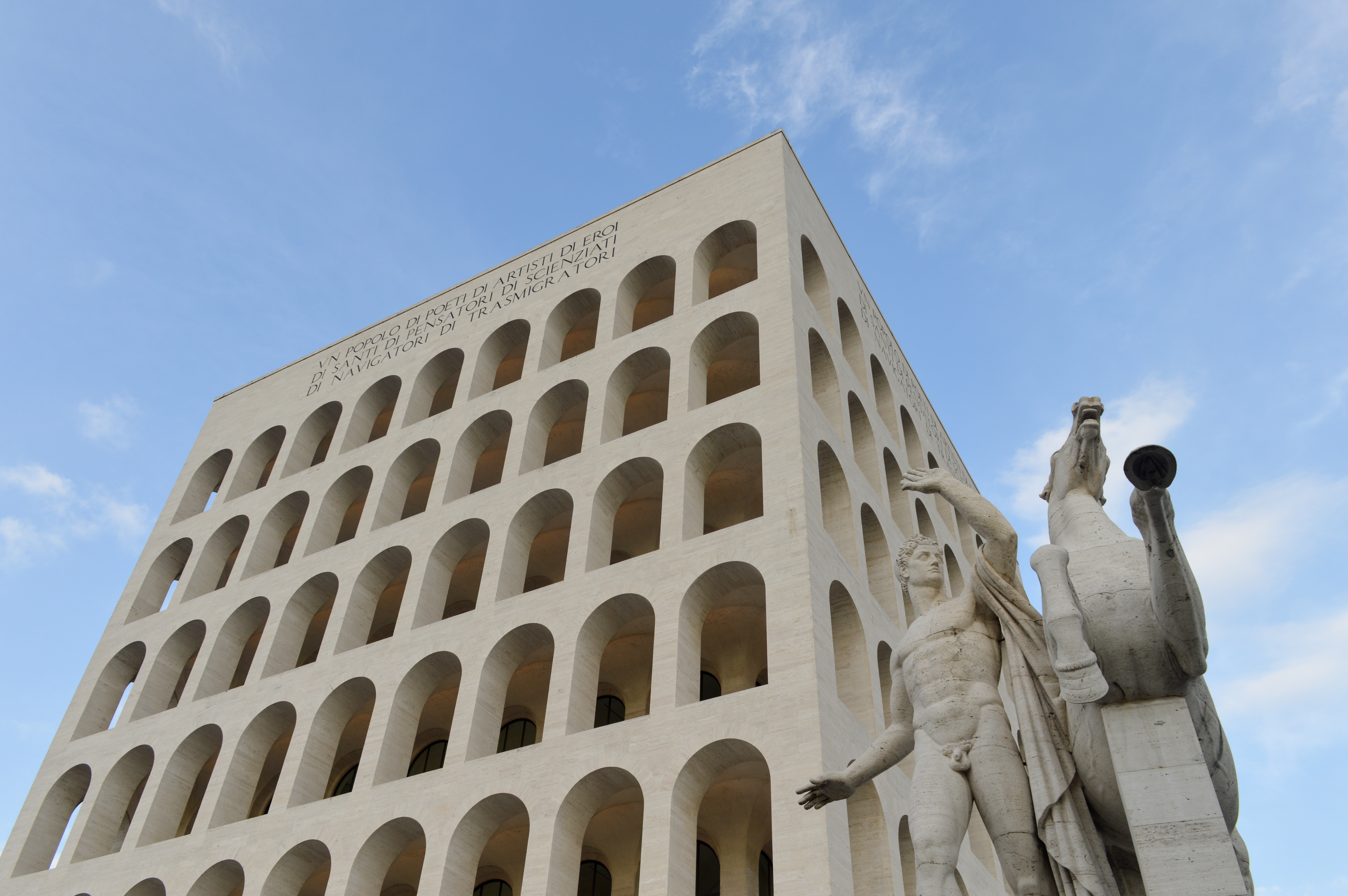
Palacio de la Civilización Italiana

La arquitectura fascista o arquitectura fascista-racionalista es la arquitectura desarrollada durante la Italia fascista desde finales los años 1920. No es un estilo arquitectónico uniforme, dado que convivían varios estilos contemporáneamente. En él se distinguían dos ramas, una partidaria de las innovaciones de la arquitectura moderna (Giuseppe Terragni) y otra más conservadora (Marcello Piacentini y el grupo La Burbera). Fue promovido y practicado inicialmente por el Gruppo 7, que incluía a arquitectos como Luigi Figini, Gino Pollini, Guido Frette, Sebastiano Larco, Carlo Enrico Rava, Giuseppe Terragni, Ubaldo Castagnola y Adalberto Libera. 

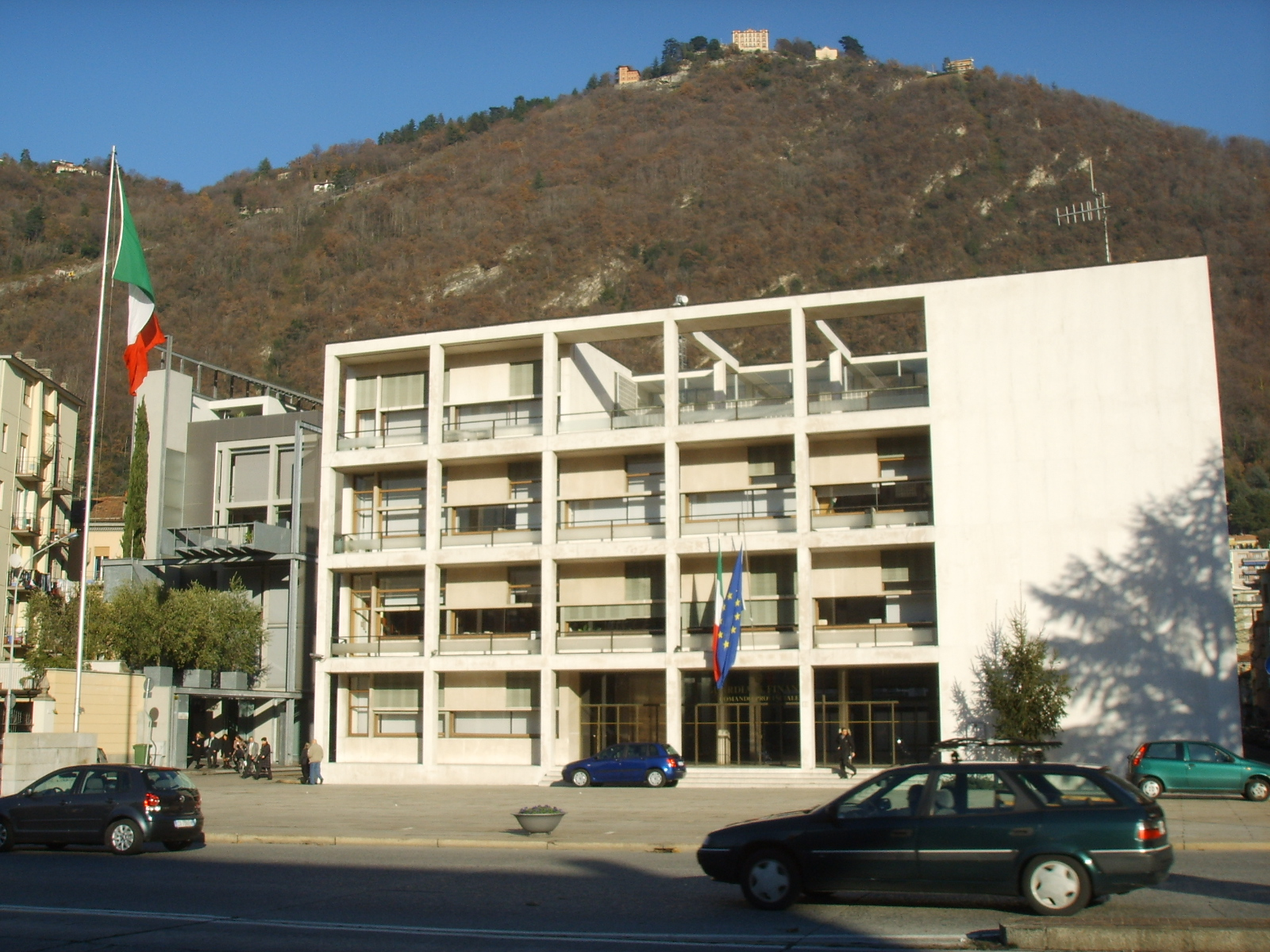
Edificio característico de la arquitectura fascista del CIAM, Casa del Fascio de Giuseppe Terragni en Como, Italia.

Esa doble naturaleza de la arquitectura fascista permitió que por un lado desarrollara una estrecha relación con el racionalismo arquitectónico propio de la denominada arquitectura moderna (movimiento moderno o estilo internacional), como el de la Escuela de la Bauhaus alemana y el taller de Le Corbusier en Francia; mientras que por otro lado, fuera claramente equiparable a la denominada arquitectura de los totalitarismos o arquitectura de los dictadores (arquitectura nazi, arquitectura estalinista, arquitectura de la autarquía), más vinculada al neoclasicismo y el historicismo.
El proyecto de construcción de la Esposizione Universale Roma (EUR), prevista para 1942 y que no llegó a celebrarse, permitió desde 1938 el desarrollo planificado de una zona urbana completa con pretensiones monumentales, en la que se conjugaron estéticas no siempre coincidentes de los arquitectos más afines al régimen de Mussolini (Marcello Piacentini, de criterios más neoclásicos y Giuseppe Pagano más vanguardista).

## Fascismo en Italia y Alemania

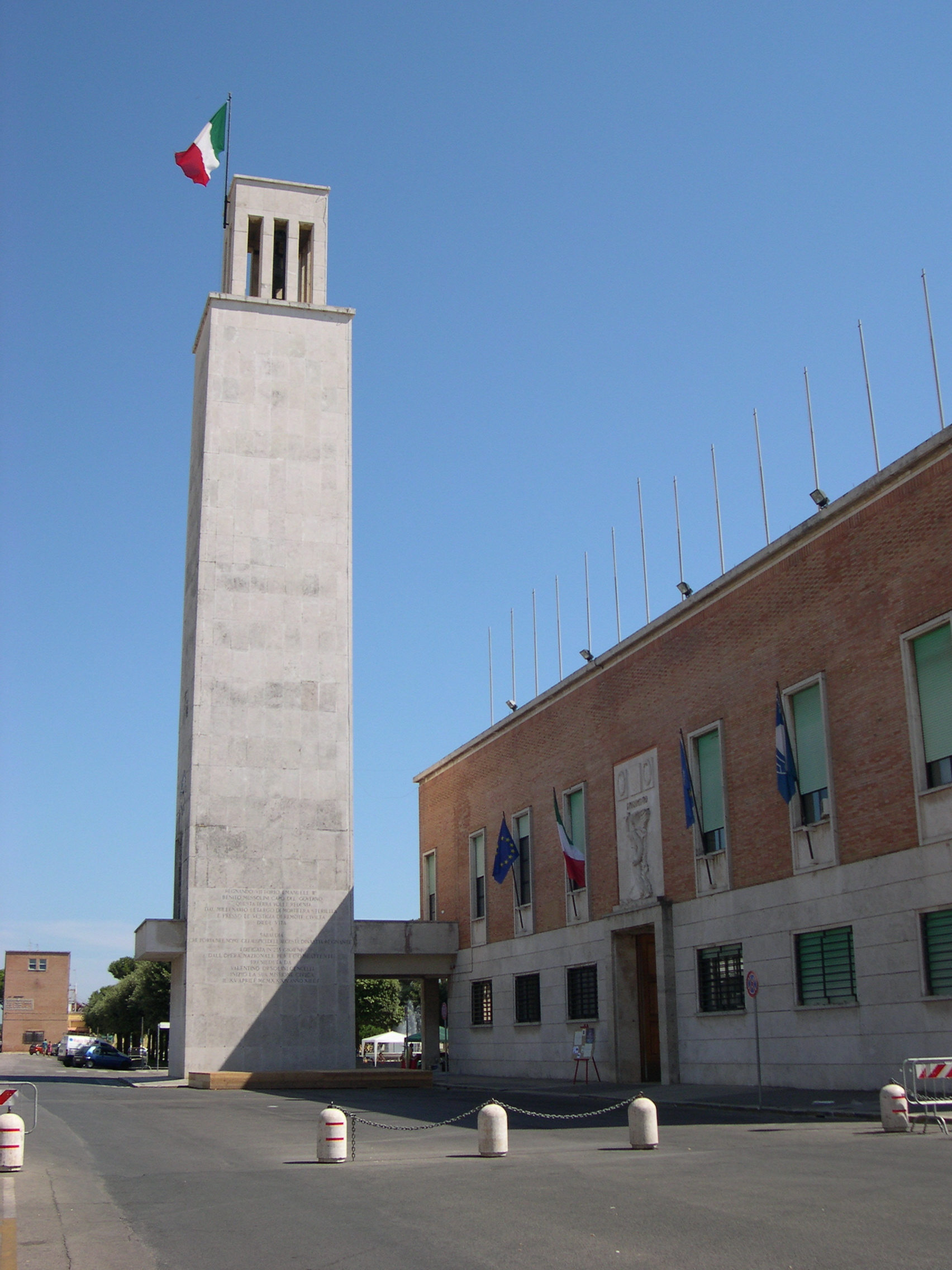
Vista de la Municipalidad de Sabaudia.

La arquitectura fascista se volvió conocida durante el mandato de Benito Mussolini de 1922 a 1943. Durante este periodo de tiempo transformó la forma de gobierno de Italia a una dictadura. Utilizó todos los medios incluyendo la arquitectura para formar un estado fascista. Mussolini no ordenó un estilo uniforme de arquitectura fascista, y algunos de los arquitectos se basaban en los de la Roma imperial para traer orgullo al pueblo que ahora se encontraba bajo la dominación fascista. Otros eligieron un estilo propio del Movimiento Moderno, como el empleado en la ciudad nueva de Sabaudia.
Igualmente, cuando Hitler llegó al poder en 1933 y convirtió la cancillería alemana en una dictadura, usó arquitectura fascista, así como otras herramientas para unificar y nacionalizar Alemania bajo su mandato. Hitler tenía planes de reconstruir Berlín después de que las potencias del eje ganaran la Segunda Guerra Mundial y lo renombraría Germania, o Welthauptstadt Germania. Hitler tenía a su arquitecto favorito, Albert Speer, diseñó esta ciudad usando la arquitectura nazi.

## Arquitectos
- Marcello Piacentini
- Giuseppe Terragni
- Luigi Moretti
- Angiolo Mazzoni
- Duilio Cambellotti
- Giuseppe Pagano
- Adalberto Libera

## Localidades con importantes intervenciones arquitectónicas en "estilo fascista"
En Italia:
- Sabaudia
- Latina
- Carbonia
- Fertilia
- Arborea

En Grecia:
- Rodas
- Lakki

En la colonia italiana de Abisinia:
- Asmara (hoy Eritrea)

## Obras de la rama "moderna"
- 1928-29 Novocomum, Como, Giuseppe Terragni
- 1933-36 Casa del Fascio, Como, Giuseppe Terragni

## Obras de la rama "conservadora"
- 1925-28 Monumento a la Victoria, Bolzano, Marcello Piacentini.
- Centro Monumental de Roma, grupo La Burbera.